# Chemikalien-Ozonschichtverordnung
Die Chemikalien-Ozonschichtverordnung (ChemOzonSchichtV), Langtitel: Verordnung über Stoffe, die die Ozonschicht schädigen, ist eine deutsche bundesrechtliche Verordnung zum Verbot von bestimmten die Ozonschicht abbauenden Halogenkohlenwasserstoffen (Halonen). Sie löste am 1. Dezember 2006 die FCKW-Halon-Verbots-Verordnung (FCKWHalonVerbV) ab.
Diese Verordnung gilt ergänzend zu der Verordnung (EG) Nr. 1005/2009 des Europäischen Parlaments und des Rates vom 16. September 2009 über Stoffe, die zum Abbau der Ozonschicht führen (ABl. L 286 vom 31. Oktober 2009, S. 1), in der jeweils geltenden Fassung. (§ 1 Abs. 1 ChemOzonSchichtV)
Sie regelt u. a. Anzeigepflichten beim Umgang mit Halonen (§ 2 ChemOzonSchichtV), zur Rückgewinnung und Rücknahme verwendeter Stoffe (§ 3 ChemOzonSchichtV), Verpflichtungen zur Verhinderung des Austritts in die Atmosphäre, zu Dichtheitsprüfungen, sowie Aufzeichnungs- und Aufbewahrungspflichten (§ 4 ChemOzonSchichtV).
Im deutschen Chemikalienrecht sind weitere Verwendungsbeschränkungen und -verbote im Hinblick auf Chemikalien (inklusive Zubereitungen, Erzeugnissen usw., die diese enthalten) in der Gefahrstoffverordnung (GefStoffV) und in der Chemikalien-Verbotsverordnung (ChemVerbotsV) festgelegt.
Für den Betrieb bestehender Kälteanlagen finden sich ergänzende Regelungen, beispielsweise zu den Anforderungen an die Dichtheit der Anlagen, in der Chemikalien-Klimaschutzverordnung.
Verstöße gegen einzelne Anforderungen der ChemOzonSchichtV sind nach § 6 ChemOzonSchichtV (ja nach Verstoß in Verbindung mit § 26 Chemikaliengesetz (Deutschland) (ChemG) oder in Verbindung mit § 69 Kreislaufwirtschaftsgesetz (KrWG)) bußgeldbewehrt.